# Pablo Carmona Pascual
Pablo César Carmona Pascual (Madrid, 1974) és un historiador i activista espanyol, regidor de l'Ajuntament de Madrid de la corporació 2015-2019.

## Biografia
Nascut a Madrid el 1974, es va doctorar en història per la Universidad Complutense de Madrid (UCM). Editor de Traficantes de Sueños, fundador de l'Observatori Metropolità, i integrant de Guanyem Madrid, va liderar la llista de Madrid en Movimiento a les primàries d'Ahora Madrid. Sisè de la llista d'Ara Madrid per a les eleccions municipals de maig de 2015 encapçalada per Manuela Carmena, va resultar escollit regidor. Adscrit al sector crític del grup municipal al ple de l'Ajuntament, va passar a exercir la regidoria-presidència dels districtes de Salamanca i Moratalaz.
Al desembre de 2018 va ser un dels impulsors de la plataforma Bancada Municipalista, i el 28 de març de 2019 va presentar amb Yolanda Rodríguez i Rommy Arce la coalició Madrid En Pie Municipalista (entre la Bancada, IU-Madrid i Anticapitalistes Madrid).

## Obres
- Carmona, Pablo; García, Beatriz; Sánchez, Almudena. Spanish Neocon: La revuelta neoconservadora en la derecha española.  Madrid: Editorial Traficantes de Sueños, 2012.[9]